# Governo Verhofstadt II
Il Governo di Verhofstadt II è il governo federale del Belgio tra l'11 giugno 2003 e il 21 dicembre 2007, durante la 51ª legislatura della Camera dei rappresentanti.

## Storia del mandato
Guidato dal Primo ministro fiammingo uscente Guy Verhofstadt, questo governo federale è costituito e sostenuto da una "coalizione viola" tra i liberali e democratici fiamminghi (VLD), il Partito Socialista (PS), il Movimento Riformatore (MR), il Partito Socialista Differente (sp.a) e Spirit. Insieme, hanno 97 rappresentanti su 150, ovvero il 64,6% dei seggi nella Camera dei rappresentanti.
Si è formato in seguito alle elezioni legislative federali del 18 maggio 2003.
Succede al governo Verhofstadt I, formato e sostenuto da una "coalizione arcobaleno" che riunisce VLD, PS, sp.a, Partito Riformatore Liberale (PRL) e Agalev. Appena 13 giorni prima delle elezioni, il partito Ecolo aveva scelto di lasciare la maggioranza parlamentare.
Durante il sondaggio, Ecolo ha perso i due terzi del suo gruppo parlamentare e Agalev non è riuscito a mantenere la sua rappresentanza parlamentare. Allo stesso tempo, gli altri partiti dell'alleanza allora al potere conobbero una vera progressione: associata a Spirit, la sp.a diventa così il secondo partito delle Fiandre. Nel complesso, i partiti socialisti ottengono 15 nuovi seggi, contro otto per i liberali.
Mentre si prevedeva che Verhofstadt sarebbe stato immediatamente responsabile della costituzione del nuovo governo federale, re Alberto II affida a Elio Di Rupo, presidente del PS e sindaco di Mons, una missione d'informazione il 21 maggio. Dopo aver incontrato i principali leader politici e sindacali del Regno, riferisce sul suo rapporto il 28 maggio e sostiene una "coalizione viola" che unisce liberali e socialisti fiamminghi e francofoni.
Nominato lo stesso giorno formateur, Guy Verhofstadt presentò il nuovo governo federale di 14 ministri e sei segretari di Stato quasi sei settimane dopo, l'11 luglio.
Dopo le elezioni regionali, comunitarie ed europee del giugno 2004, il Primo ministro è stato costretto ad operare il 18 luglio un importante rimpasto di governo che ha visto l'arrivo di otto nuovi membri del governo federale e le dimissioni, in particolare, del capo della diplomazia dal luglio 1999 e pilastro dei liberali francofoni Louis Michel.
Durante le elezioni legislative federali del 10 giugno 2007, la coalizione viola perde un quinto della sua rappresentanza e ha solo 75 rappresentanti, la metà esatta della Camera. Questo declino è accompagnato da due grandi cambiamenti: in Vallonia, il Movimento Riformatore supera il Partito Socialista, che per la prima volta perde dal 1945 il suo status di primo partito di lingua francese; nelle Fiandre, l'alleanza tra Democratico-Cristiani e Fiamminghi (CD&V) e l'Alleanza Neo-Fiamminga (N-VA) supera i Liberali e Democratici Fiamminghi dopo otto anni di opposizione.
Il leader dell'alleanza CD&V/N-VA e ministro-presidente fiammingo Yves Leterme non riesce a raccogliere la maggioranza, re Alberto II alla fine chiede a Verhofstadt, di rimanere in carica per gli affari correnti e al potere per dare al Regno un governo stabile lasciando a Leterme il tempo di formare una coalizione. Il governo Verhofstadt III, che riunisce CD&V, VLD, MR, PS e cdH, ma non la sp.a che decide di sedere all'opposizione, entra in carica il 21 dicembre successivo, per un mandato limitato a 90 giorni.

## Composizione (2003-2004)
| Funzione                                                                                  | Titolare | Titolare                 | Partito       |
| ----------------------------------------------------------------------------------------- | -------- | ------------------------ | ------------- |
| Primo ministro                                                                            |          | Guy Verhofstadt          | VLD           |
| Vice primo ministro Ministro della giustizia                                              |          | Laurette Onkelinx        | PS            |
| Vice primo ministro Ministro degli affari esteri                                          |          | Louis Michel             | MR            |
| Vice primo ministro Ministro del bilancio e delle imprese pubbliche                       |          | Johan Vande Lanotte      | SP.a          |
| Vice primo ministro Ministro dell'interno                                                 |          | Patrick Dewael           | VLD           |
| Ministro dell'impiego e delle pensioni                                                    |          | Frank Vandenbroucke      | SP.a          |
| Ministro della difesa                                                                     |          | André Flahaut            | PS            |
| Ministro della cooperazione allo sviluppo                                                 |          | Marc Verwilghen          | VLD           |
| Ministro delle finanze                                                                    |          | Didier Reynders          | MR            |
| Ministro dell'economia, dell'energia, del commercio estero e della scienza                |          | Fientje Moerman          | VLD           |
| Ministro degli affari sociali e della salute pubblica                                     |          | Rudy Demotte             | PS            |
| Ministro della mobilità e dell'economia sociale                                           |          | Bert Anciaux             | Spirit (SP.a) |
| Ministro del servizio civile, dell'integrazione, e delle grandi città                     |          | Maria Arena              | PS            |
| Ministro delle classi medie e dell'agricoltura                                            |          | Sabine Laruelle          | MR            |
| Ministro dell'ambiente, della protezione dei consumatori, e dello sviluppo sostenibile    |          | Freya Van den Bossche    | SP.a          |
| Segretario di Stato per l'informatizzazione                                               |          | Peter Vanvelthoven       | SP.a          |
| Segretario di Stato per gli affari europei                                                |          | Jacques Simonet          | MR            |
| Segretario di Stato per la modernizzazione finanziaria e la lotta contro la frode fiscale |          | Hervé Jamar              | MR            |
| Segretario di Stato per l'organizzazione del lavoro e il benessere sul lavoro             |          | Anissa Temsamani         | SP.a          |
| Segretario di Stato per la famiglia e la disabilità                                       |          | Isabelle Simonis         | PS            |
| Segretario di Stato per la riforma amministrativa                                         |          | Vincent Van Quickenborne | VLD           |

### Rimpasti
- Il 25 settembre 2003 Temsamani ha dovuto rassegnare le dimissioni perché aveva mentito su un diploma che le era stato assegnato
- Il 12 febbraio 2004 Jacques Simonet si è dimesso per diventare Ministro-Presidente di Bruxelles, è stato sostituito da Didier Donfut (PS).

## Composizione dopo le elezioni regionali del 2004
Le elezioni regionali del 2004 si è visto un rimpasto fondamentale per il governo federale quando vari ministri federali si sono uniti ai governi regionali dopo queste elezioni. Il governo federale dopo questa data viene spesso chiamato Verhofstadt bis.

### Rimpasti del 2004
- Louis Michel divenne commissario europeo e fu sostituito come vice primo ministro da Didier Reynders e come ministro degli esteri da Karel De Gucht (VLD).
- Frank Vandenbroucke si unì al governo fiammingo e fu sostituito come ministro del lavoro da Freya Van den Bossche che mantenne gli affari dei consumatori. Bruno Tobback (sp.a) divenne ministro che rilevò l'ambiente da Freya Van den Bossche e le pensioni da Vandenbroucke.
- Fientje Moerman è entrata a far parte del governo fiammingo ed è stata sostituita come ministro dell'Economia, dell'energia, del commercio estero e della ricerca scientifica da Marc Verwilghen, che a sua volta è stato sostituito come ministro della cooperazione allo sviluppo da Armand De Decker (MR).
- Bert Anciaux è entrato a far parte del governo fiammingo e gli è succeduto come ministro della mobilità da Renaat Landuyt (SP.a).
- Maria Arena divenne ministro-presidente del governo della Comunità francofona e fu sostituita come ministro da Christian Dupont (PS)
- Els Van Weert (Spirit) è diventata segretario di stato per lo sviluppo sostenibile.
- Isabelle Simonis è stata sostituita da Gisèle Mandaila Malamba (MR) come segretario di stato per la famiglia e le persone con disabilità.

### Rimpasti successivi
- Il 15 ottobre 2005 Johan Vande Lanotte si è dimesso per diventare Presidente della sp.a. È stato sostituito come Vice primo ministro e Ministro del bilancio da Freya Van den Bossche, che ha mantenuto gli affari dei consumatori. Peter Vanvelthoven è stato promosso Ministro del Lavoro e dell'Informazione e Bruno Tuybens (sp.a) è diventato segretario di stato per le imprese pubbliche.
- Dopo le elezioni generali del 2007, il governo Verhofstadt II ha svolto le sue funzioni come un governo interimario fino al dicembre 2007. Durante quel periodo ha avuto luogo il seguente rimpasto:
- Il 15 luglio 2007 Armand De Decker è diventato presidente del Senato belga. La sua competenza (cooperazione allo sviluppo) è stata rilevata da Sabine Laruelle e Hervé Jamar è stato promosso ministro.
- Nel luglio 2007 Rudy Demotte divenne ministro-presidente del governo vallone. Le sue competenze passarono a Didier Donfut, che fu promosso ministro.